# В. А. Б. Кулідж
Вільям Август Бреворт Кулідж (англ. W. A. B. Coolidge; 28 серпня 1850 — 8 травня 1926) — американський історик, теолог і альпініст.

## Життєпис
Кулідж народився в Нью-Йорку як син Фредеріка Вільяма Скіннера Куліджа, бостонського купця, та Елізабет Невілл Бревурт, сестри Джеймса Карсона Бревурта та Мети Бревурт. Він вивчав історію та право в школі Св. Павла в Конкорді, штат Нью-Гемпшир, в коледжі Елізабет, Гернсі, і в коледжі Ексетер, Оксфорд. У 1875 році він став стипендіатом коледжу Магдалини в Оксфорді. З 1880 по 1881 рік він був професором британської історії в коледжі Святого Девіда в Лампетері, а в 1883 році став священником англіканської церкви.

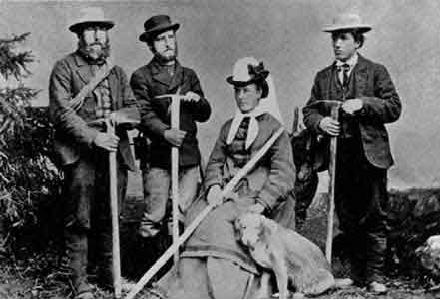
Крістіан Альмер, Ульріх Альмер, Мета Бреворт і Вільям Кулідж у 1874 році.

У 1870 році у віці двадцяти років він став членом Альпійського клубу. Кулідж був одним із видатних діячів так званого срібного віку альпінізму, здійснивши перші сходження на кілька значних вершин в Альпах, які не були підкорені під час золотого віку альпінізму. Під час багатьох із цих підйомів його супроводжували його тітка Мета Бревут і домашній пес Чингель, подарований йому одним із його гідів Крістіаном Альмером.
У 1885 році він переїхав до Гріндельвальда, Швейцарія, де й помер у 1926 році.

## Окремі роботи
- Swiss travel and Swiss guide-books. Longmans, Green, and co. 1889.[5]
- The central Alps of the Dauphiny. 1892.
- Climbers' guides: Adula Alps of the Lepontine Range (T. Fisher Unwin, 1893)
- Walks and excursions in the valley of Grindelwald. J.H. Luf. 1900.
- The Alps in nature and history. E.P. Dutton and company. 1908.
- Alpine studies. Longmans, Green and co. 1912.[6]